# Estadio Akron
Het Estadio Akron is een multifunctioneel stadion in Zapopan, een stad in Mexico. Eerder had dit stadion de namen Estadio Omnilife (tussen 2010 en 2016) en Estadio Chivas (tussen 2016 en 2017). Het stadion heeft als bijnaam 'El Templo Mayor'.

## Algemeen
Het stadion wordt vooral gebruikt voor voetbalwedstrijden, en dan als thuisstadion van Club Deportivo Guadalajara. In het stadion is plaats voor 46.609 toeschouwers. Het stadion werd geopend in juli 2010 na een bouwtijd van meer dan 6 jaar, uitgevoerd door VFO Architects en HOK Sport. Aanvankelijk lag er kunstgras in het stadion, maar dit werd al na twee jaar vervangen door gras.

## Internationale toernooien
In 2010 vond hier de heenwedstrijd van de finale van de Copa Libertadores 2010 plaats. Deze wedstrijd tussen Chivas Guadalajara en het Braziliaanse SC Internacional eindigde in 1–2 en er waren ruim 49.000 toeschouwers bij aanwezig. In 2011 waren in dit stadion onder de naam Estadio Omnilife de openings- en sluitingsceremonie van de Pan-Amerikaanse Spelen.
Tussen 18 juni en 10 juli 2011 was het Wereldkampioenschap voetbal onder 17 in Mexico en er werden zes groepswedstrijden, de achtste finale tussen Brazilië en Ecuador (2–0) en de halve finale tussen Uruguay en Brazilië (3–0) gespeeld.
Ook het nationale elftal van Mexico speelt hier af en toe interlands. Het stadion wordt onder de naam Estadio Guadalajara gebruikt voor vier groepswedstrijden van het wereldkampioenschap voetbal 2026.
| No. | Datum            | Wedstrijd                 | Uitslag | Toernooi          |                  |
| --- | ---------------- | ------------------------- | ------- | ----------------- | ---------------- |
| 1   | 4 september 2010 | Mexico – Ecuador          | 1–2     | Vriendschappelijk | Onderlinge duels |
| 2   | 15 oktober 2024  | Mexico – Verenigde Staten | 2–0     | Vriendschappelijk | Onderlinge duels |
| 3   | 18 juni 2026     | Mexico –                  |         | WK 2026           |                  |

BMO Field (Toronto) · BC Place Stadium (Vancouver)
Estadio Akron (Guadalajara) · Aztekenstadion (Mexico-Stad) · Estadio BBVA (Monterrey)
Arrowhead Stadium (Kansas City) · AT&T Stadium (Dallas) · Gillette Stadium (Boston) · Hard Rock Stadium (Miami) · Levi's Stadium (San Francisco) · Lincoln Financial Field (Philadelphia) · Lumen Field  (Seattle) · Mercedes-Benz Stadium (Atlanta) · MetLife Stadium (New York/New Jersey) · NRG Stadium (Houston) · SoFi Stadium (Los Angeles)